# Chrysothemis kuhlmannii
Chrysothemis kuhlmannii là một loài thực vật có hoa trong họ Tai voi. Loài này được Hoehne mô tả khoa học đầu tiên năm 1958.